# 7496 Miroslavholub
7496 Miroslavholub è un asteroide della fascia principale. Scoperto nel 1995, presenta un'orbita caratterizzata da un semiasse maggiore pari a 3,0991825 UA e da un'eccentricità di 0,3418520, inclinata di 15,15752° rispetto all'eclittica.